# Předsmluvní odpovědnost
Předsmluvní odpovědnost je důležitým institutem soukromého práva, který upravuje chování stran v procesu vyjednávání o smlouvě před jejím uzavřením. Tento institut vychází ze zásady poctivosti (zakotvené v § 6 občanského zákoníku), a má za cíl chránit dobrou víru a důvodné očekávání stran, které v důvěře v poctivost protistrany podnikly určité kroky a vynaložily náklady směřující k uzavření smlouvy. Pokud jedna ze stran kontraktačního procesu nepostupuje s pravidly předsmluvní odpovědnosti (rozebráno níže) a způsobí tím druhé straně újmu, je povinna tuto škodu nahradit. Typicky se jedná např. o situace, kdy jedna strana vede jednání o smlouvě bez skutečného úmyslu ji uzavřít, poruší svoji informační povinnosti nebo jednání o smlouvě bezdůvodně ukončí těsně před uzavřením smlouvy. Zakázáno je rovněž zneužití či vyzrazení důvěrných informací získaných během vyjednávání o smlouvě. Institut předsmluvní odpovědnosti vede strany k poctivému jednání, odrazuje od nepoctivých obchodních praktik, přispívá k prevenci vzniku škody a vede ke spravedlivému průběhu kontraktačního procesu. Tím v konečném důsledku zvyšuje právní jistotu a efektivitu procesu uzavírání smluv. V tomto článku budou všechny tyto aspekty předsmluvní odpovědnosti rozebrány podrobněji.

## Institut předsmluvní odpovědnosti podle § 1728 OZ an.
Institut předsmluvní odpovědnosti (culpa in contrahendo) upravuje předsmluvní stádium kontraktačního procesu, kdy dvě nebo více stran jednají o uzavření smlouvy. Během tohoto procesu mohou strany vynaložit značné úsilí a prostředky s očekáváním, že nakonec dojde k uzavření smlouvy. Pokud však jedna ze stran jedná nepoctivě a např. zájem na uzavření smlouvy jen předstírá (tedy není v dobré víře podle § 6 OZ) a smlouvu se nakonec rozhodne neuzavřít, může být druhá smluvní strana oprávněna požadovat náhradu škody, pokud jí tímto jednáním byla způsobena. Předsmluvní odpovědnost tedy vychází ze zásady poctivosti a dobré víry, která je jedním ze stěžejních principů soukromého práva. Smluvní strany mají povinnost jednat v předsmluvním stadiu poctivě a nesmí svým jednáním druhou stranu klamat nebo jí způsobit škodu porušením jiné povinnosti v předsmluvní kontraktaci.
Motivace k nepoctivému jednání může být různá - například snaha získat citlivé informace o obchodních plánech či cenové politice druhé strany, záměr blokovat jednání s konkurencí nebo úmysl způsobit druhé straně škodu. Pokud jedna ze stran tímto způsobem druhou stranu klame a způsobí jí tím škodu (např. v podobě nákladů na jednání nebo ušlého zisku z neuzavřené smlouvy), je povinna tuto škodu nahradit, a to bez ohledu na to, jestli byla smlouva nakonec uzavřena či nikoliv.

## Právní úprava
Právní úprava předsmluvní odpovědnosti v českém právu je obsažena především v zákoně č. 89/2012 Sb., občanský zákoník, v platném znění (dále jen "občanský zákoník" nebo "OZ"). Konkrétně se jedná o ustanovení § 1728 až § 1730 OZ, která jsou zařazena v části čtvrté (Relativní majetková práva), hlavě I (Všeobecná ustanovení o závazcích), dílu 2 (Uzavírání smlouvy).
§ 1728 OZ upravuje dvě skutkové podstaty předsmluvní odpovědnosti:
1. Jednání o smlouvě bez úmyslu ji uzavřít (§ 1728 odst. 1 OZ) - zahájení nebo pokračování v jednání o smlouvě bez skutečného úmyslu smlouvu uzavřít.
2. Porušení informační povinnosti (§ 1728 odst. 2 OZ) - povinnost sdělit si navzájem všechny skutkové a právní okolnosti, o nichž ví nebo vědět musí, aby se každá ze stran mohla přesvědčit o možnosti uzavřít platnou smlouvu a aby byl každé ze stran zřejmý její zájem smlouvu uzavřít.

§ 1729 OZ zakotvuje další skutkovou podstatu předsmluvní odpovědnosti, a to ukončení vyjednávání o smlouvě bez spravedlivého důvodu. Podle tohoto ustanovení jedná nepoctivě ta strana, která přes důvodné očekávání druhé strany v uzavření smlouvy jednání o smlouvě ukončí, aniž pro to má spravedlivý důvod. Taková strana je pak povinna nahradit druhé straně vzniklou škodu (§ 1729 odst. 2 OZ). Pojem "spravedlivý důvod" je neurčitým právním pojmem, který je třeba vykládat vždy s ohledem na konkrétní okolnosti případu.
Konečně § 1730 OZ stanoví povinnost stran zachovávat mlčenlivost o důvěrných informacích získaných při jednání o smlouvě. Porušení této povinnosti představuje další skutkovou podstatu předsmluvní odpovědnosti. Strana, která poruší povinnost mlčenlivosti, je povinna vydat prospěch, který porušením povinnosti získala nebo nahradit újmu, kterou způsobila.
Je třeba zdůraznit, že ustanovení § 1728 - § 1730 nejsou jedinými právními normami, které se k předsmluvní odpovědnosti vztahují. Velký význam má také § 6 OZ, který zakotvuje obecnou povinnost jednat v právním styku poctivě. Právě porušení této povinnosti je podstatou předsmluvní odpovědnosti. Při posuzování předsmluvní odpovědnosti je dále třeba přihlédnout k obecným ustanovením o náhradě škody (§ 2909 a násl. OZ) a o bezdůvodném obohacení (§ 2991 a násl. OZ).
V neposlední řadě je třeba zmínit, že předsmluvní odpovědnost není jen otázkou občanského práva, ale může mít přesah i do práva obchodního. Pro obchodněprávní vztahy sice neexistuje speciální úprava předsmluvní odpovědnosti, uplatní se však výše uvedená obecná ustanovení občanského zákoníku.

## Skutkové podstaty předsmluvní odpovědnosti
Předsmluvní odpovědnost v českém právu upravuje několik skutkových podstat, jejichž naplnění zakládá povinnost k náhradě škody. Tyto skutkové podstaty jsou vymezeny v ustanoveních § 1728 až § 1730 občanského zákoníku a lze je označit takto:
1. Jednání o smlouvě bez úmyslu ji uzavřít (§ 1728 odst. 1 OZ)
2. Porušení informační povinnosti (§ 1728 odst. 2 OZ)
3. Ukončení vyjednávání o smlouvě bez spravedlivého důvodu (§ 1729 OZ)
4. Zneužití nebo prozrazení důvěrných informací (§ 1730 odst. 2 OZ)

Dále jsou podrobněji popsány jednotlivé skutkové podstaty.

### Jednání o smlouvě bez úmyslu ji uzavřít (§ 1728 odst. 1 OZ)
První skutková podstata dopadá na případy, kdy některá ze stran zahájí jednání o smlouvě nebo v něm pokračuje, aniž by měla úmysl smlouvu skutečně uzavřít. Jedná se o situace, kdy strana pouze předstírá zájem o uzavření smlouvy, ale ve skutečnosti takový úmysl nemá. Toto jednání bývá označováno jako "jednání na oko".
Příkladem může být situace, kdy společnost zahájí jednání o uzavření smlouvy o dodávkách zboží s jedním dodavatelem, aniž by měla skutečný zájem smlouvu uzavřít, a to pouze za účelem získání lepších podmínek od jiného dodavatele, s nímž paralelně vyjednává. Pokud první dodavatel v důsledku tohoto jednání vynaloží zbytečné náklady (např. na přípravu návrhu smlouvy, na jednání apod.), bude mít nárok na jejich náhradu.
Jiným příkladem "jednání na oko" může být situace, kdy developer zahájí jednání o prodeji bytové jednotky se zájemcem, ačkoliv ví, že byt ve skutečnosti prodat nechce, a to pouze za účelem zmapování zájmu na trhu nebo za účelem získání informací o cenových představách kupujících. I zde může developerovi vzniknout povinnost k náhradě škody, pokud zájemce v důvěře v uzavření smlouvy vynaložil marné náklady.
Aby došlo k naplnění této skutkové podstaty, musí strana jednat zaviněně (úmyslně nebo z nedbalosti). Pouhá změna úmyslu uzavřít smlouvu v průběhu vyjednávání, pokud je podložena objektivními důvody, proto zpravidla nebude postačovat.

### Porušení informační povinnosti (§ 1728 odst. 2 OZ)
Druhou skutkovou podstatou je porušení tzv. informační povinnosti. Podle § 1728 odst. 2 OZ si strany při jednání o smlouvě musí vzájemně sdělit všechny skutkové a právní okolnosti, o nichž ví nebo vědět musí, a to tak, aby se každá ze stran mohla přesvědčit o možnosti uzavřít platnou smlouvu a aby jí byl zřejmý zájem druhé strany smlouvu uzavřít.
Smyslem této povinnosti je zajistit, aby obě strany měly k dispozici všechny podstatné informace nezbytné pro kvalifikované rozhodnutí, zda smlouvu uzavřít či nikoliv. Musí jít o informace, které mají význam z hlediska platnosti a účinnosti smlouvy a které mohou ovlivnit rozhodnutí strany smlouvu uzavřít.
Porušení informační povinnosti může spočívat jak v aktivním jednání (poskytnutí nepravdivých nebo neúplných informací), tak v jednání pasivním (zamlčení podstatných informací).
Příkladem porušení informační povinnosti může být situace, kdy prodávající nemovitosti neupozorní kupujícího na skryté vady nemovitosti nebo na omezení vlastnického práva (např. existenci věcného břemene), ačkoliv o nich ví. Pokud by kupující při znalosti těchto informací smlouvu neuzavřel nebo by ji uzavřel za jiných podmínek, a v důsledku toho mu vznikne škoda, bude mít nárok na její náhradu.
Dalším příkladem může být případ, kdy jedna strana při jednání o uzavření licenční smlouvy zamlčí, že je v úpadku, ačkoliv tato informace je pro druhou stranu zásadní s ohledem na dlouhodobý charakter zamýšlené spolupráce. I zde může druhé straně v případě uzavření smlouvy vzniknout škoda, za kterou bude mít právo na náhradu.
Porušení informační povinnosti je třeba odlišovat od marketingových prodejních technik, které jsou v souladu s právem (např. mírné přehánění nekvantifikovatelných vlastností předmětu prodeje) a od situací, kdy si každá ze stran určité informace může a musí opatřit sama v rámci vlastní odpovědnosti.

### Ukončení vyjednávání o smlouvě bez spravedlivého důvodu (§ 1729 OZ)
Třetí skutková podstata předsmluvní odpovědnosti míří na případy, kdy strany již dospěly do stadia, kdy se uzavření smlouvy jeví jako vysoce pravděpodobné, a jedna ze stran přesto jednání o smlouvě ukončí, aniž by pro to měla spravedlivý důvod.
Klíčové je, že druhá strana důvodně očekávala, že smlouva bude uzavřena (typicky proto, že již bylo dosaženo shody na podstatných náležitostech smlouvy), a vynaložila v této důvěře určité náklady nebo se připravovala na plnění. Ukončením jednání v tomto stadiu jí může vzniknout škoda, za kterou bude mít právo na náhradu.
Příkladem může být situace, kdy strany po dlouhých jednáních dosáhnou shody na všech podstatných (a většině nepodstatných) bodech smlouvy o dílo na stavbu rodinného domu, avšak těsně před podpisem smlouvy objednatel oznámí, že o smlouvu již nemá zájem, a to bez udání jakéhokoliv důvodu. Zhotoviteli, který již zahájil některé přípravné práce a nakoupil část materiálu, tak vznikne škoda v podobě marně vynaložených nákladů.
Jiným příkladem může být případ, kdy zaměstnavatel vede jednání se zaměstnancem o uzavření pracovní smlouvy, zaměstnanec již podal výpověď u stávajícího zaměstnavatele, avšak těsně před sjednaným datem nástupu zaměstnavatel bez vážného důvodu oznámí, že pracovní smlouvu neuzavře. Pokud zaměstnanec nenalezne včas jinou práci, bude mít právo na náhradu ušlého výdělku.
Podstatné je, že ukončení jednání musí být bezdůvodné - pokud strana jedná v dobré víře a pro ukončení jednání má legitimní důvod (např. podstatnou změnu okolností, ztrátu důvěry v protistranu apod.), nebude zpravidla povinna k náhradě škody. Co lze považovat za "spravedlivý důvod" je třeba posuzovat vždy individuálně dle okolností konkrétního případu.

### Zneužití nebo prozrazení důvěrných informací (§ 1730 OZ)
Poslední skutková podstata předsmluvní odpovědnosti se týká ochrany důvěrných informací. Strany si totiž při jednání o smlouvě často vyměňují citlivé obchodní informace, jejichž prozrazení nebo zneužití by je mohlo poškodit.
Podle § 1730 odst. 2 OZ platí, že získá-li strana při jednání o smlouvě o druhé straně důvěrný údaj, dbá, aby nebyl zneužit, nebo aby nedošlo k jeho prozrazení bez zákonného důvodu. Poruší-li tuto povinnost a obohatí-li se tím, vydá druhé straně to, oč se obohatila.
Typicky půjde o údaje tvořící obchodní tajemství, ale i jiné informace, které jedna strana poskytne druhé v důvěře a s předpokladem, že nebudou dále šířeny nebo zneužity v neprospěch poskytovatele.
Příkladem může být situace, kdy společnost při jednání o spolupráci s potenciálním obchodním partnerem sdělí údaje o svém know-how, avšak k uzavření smlouvy nakonec nedojde a partner následně toto know-how sám využije nebo prozradí konkurenci. Poškozená společnost bude mít právo na vydání bezdůvodného obohacení a případně i na náhradu škody.
Povinnost ochrany důvěrných informací trvá bez ohledu na to, zda je smlouva nakonec uzavřena či nikoliv. Strany si však mohou rozsah chráněných informací a důsledky porušení mlčenlivosti blíže upravit i smluvně.

## Vybrané aspekty předsmluvní odpovědnosti

### Předsmluvní odpovědnost jako projev principu poctivosti
Jedním z klíčových aspektů předsmluvní odpovědnosti je její úzká vazba na princip poctivosti. Ten je zakotven v § 6 občanského zákoníku a prostupuje celým soukromým právem. Ukládá každému povinnost jednat v právním styku poctivě a nepřipouští, aby někdo těžil ze svého nepoctivého nebo protiprávního činu.
Právě porušení povinnosti poctivosti je společným jmenovatelem všech skutkových podstat předsmluvní odpovědnosti. Ať už jde o jednání bez skutečného úmyslu smlouvu uzavřít, porušení informační povinnosti, bezdůvodné ukončení jednání nebo zneužití důvěrných informací, vždy jde o projev nepoctivosti jedné strany vůči druhé.
Předsmluvní odpovědnost tak lze chápat jako konkretizaci principu poctivosti pro oblast kontraktačního procesu. Dává najevo, že poctivost je třeba dodržovat nejen při plnění již uzavřených smluv, ale i v období jejich vyjednávání.

### Podmínky vzniku předsmluvní odpovědnosti
Naplnění některé ze skutkových podstat předsmluvní odpovědnosti je vždy otázkou individuálního posouzení konkrétních okolností případu. Obecně lze říci, že právo sice podporuje poctivé jednání a chrání dobrou víru stran, na druhou stranu ale respektuje smluvní volnost a dává stranám široký prostor pro vyjednávání. Hranice předsmluvní odpovědnosti proto nelze vymezit zcela přesně a bude vždy záležet na uvážení soudu, zda v daném případě k porušení poctivosti a náležité péče skutečně došlo.
Zda strana skutečně měla nebo neměla úmysl smlouvu uzavřít, se posuzuje objektivně na základě okolností konkrétního případu. Není rozhodující subjektivní představa strany, ale to, jak se její jednání muselo jevit druhé straně. Samotná neochota přistoupit na návrhy protistrany nebo trvání na vlastních představách o obsahu smlouvy zpravidla nebudou považovány za nepoctivé jednání, pokud zároveň trvá reálná možnost dohody.
Naopak o porušení předsmluvní odpovědnosti zásadně nepůjde, pokud strana sice původně měla úmysl smlouvu uzavřít, ale později z legitimních důvodů od tohoto úmyslu upustila a jednání ukončila. Není proto vyloučeno, aby strany během vyjednávání změnily názor na to, zda smlouvu uzavřou či nikoliv.

## Význam předsmluvní odpovědnosti

### Ochrana důvěry a legitimních očekávání
Dalším důležitým aspektem předsmluvní odpovědnosti je ochrana důvěry a legitimních očekávání stran. Když někdo zahájí jednání o smlouvě, vytváří tím u druhé strany určitá očekávání. Ta mohou být různě intenzivní v závislosti na stadiu vyjednávání a chování stran, ale obecně platí, že čím více se blíží okamžik uzavření smlouvy, tím silnější tato očekávání jsou.
Právě ochrana těchto očekávání je jedním z hlavních účelů předsmluvní odpovědnosti. Pokud jedna strana svým chováním vytvoří u druhé důvodnou víru v uzavření smlouvy a ta v důsledku toho podnikne určité kroky (např. vynaložení nákladů, přípravu na plnění apod.), bylo by nepoctivé, kdyby první strana mohla bez jakýchkoliv následků z jednání vycouvat.
Předsmluvní odpovědnost tak chrání dobrou víru v poctivost druhé strany a v to, že její chování v průběhu kontraktačního procesu je vedeno upřímnou snahou smlouvu uzavřít. Pokud se tato dobrá víra ukáže jako lichá, má poškozená strana právo na reparaci.

### Prevence nekalých praktik v obchodním styku
Institut předsmluvní odpovědnosti má i významný preventivní účinek. Jeho existence motivuje strany k tomu, aby se v rámci předsmluvních jednání chovaly poctivě a korektně.
Pokud by totiž neexistovala možnost právní sankce, nic by bránilo tomu, aby strany vedly jednání čistě účelově, bez skutečného úmyslu smlouvu uzavřít, pouze s cílem získat citlivé informace, poškodit konkurenci nebo si vylepšit vyjednávací pozici. Také by nic nebránilo tomu, aby jedna strana druhou "vodila za nos" téměř až do samého konce, způsobila jí tím významné náklady a ztráty, a pak bez jakýchkoliv následků z jednání vycouval.
Hrozba předsmluvní odpovědnosti tak působí jako významný motivační faktor, který vede strany k odpovědnému chování. Vědomí, že nepoctivé praktiky v předsmluvní fázi mohou být právně sankcionovány, odrazuje potenciální "hříšníky" a kultivuje obchodní i právní styk.

### Předsmluvní odpovědnost jako nástroj alokace rizik
S předchozím bodem úzce souvisí i otázka alokace rizik mezi jednajícími stranami. Každé kontraktační jednání s sebou nese určitá rizika - riziko zbytečně vynaložených nákladů, riziko ztráty obchodních příležitostí, riziko poškození pověsti apod.
Pokud by neexistovala předsmluvní odpovědnost, nesla by tato rizika vždy pouze jedna strana - ta, která v dobré víře spoléhala na poctivost druhé strany a v důsledku toho utrpěla újmu. To by bylo nejen nespravedlivé, ale i ekonomicky neefektivní, protože by to odrazovalo subjekty od vstupu do kontraktačního procesu.
Existence předsmluvní odpovědnosti tato rizika redistribuuje. Dává najevo, že nepoctivé a škůdné jednání se nemusí vyplatit a že případné negativní následky ponese ten, kdo je zavinil. Tím vytváří zdravější a férovější prostředí pro obchodní vyjednávání.

### Podpora právní jistoty a efektivity kontraktačního procesu
V neposlední řadě má předsmluvní odpovědnost i pozitivní vliv na právní jistotu a efektivitu kontraktačního procesu jako celku.
Tím, že motivuje strany k poctivému jednání a chrání jejich legitimní očekávání, zvyšuje důvěru v právní styk a snižuje "transakční náklady" spojené s obavami z podvodu či nekalého jednání druhé strany. Strany mohou do jednání vstupovat s větší jistotou, že případná nepoctivost protistrany nezůstane bez následků.
Tím se zvyšuje ochota subjektů vstupovat do kontraktačního procesu, urychluje se a usnadňuje vyjednávání a v konečném důsledku se podporuje i uzavírání ekonomicky a společensky přínosných smluv.
Předsmluvní odpovědnost tak nepůsobí jen jako "strašák" a nástroj represe, ale i jako pozitivní stimul, který zefektivňuje a kultivuje proces uzavírání smluv.

## Závěr a shrnutí
Předsmluvní odpovědnost je důležitým institutem soukromého práva, který má svůj nezastupitelný význam v procesu kontraktace. Jeho podstatou je uložení odpovědnosti za škodu té straně, která v předsmluvní fázi, tedy v období vyjednávání o smlouvě, porušila některou ze svých zákonných povinností a způsobila tím druhé straně újmu. Pokud druhé smluvní straně vznikne škoda (typicky v podobě marně vynaložených nákladů nebo ušlého zisku), má poškozená strana právo na její náhradu. V případě bezdůvodného ukončení vyjednávání je tato náhrada limitována výší tzv. negativního zájmu, tedy škody, která vznikla v důsledku důvěry v uzavření smlouvy. U zneužití důvěrných informací pak přistupuje i povinnost vydat to, o co se škůdce obohatil (vydání bezdůvodného obohacení).
Existence institutu předsmluvní odpovědnosti má řadu pozitivních efektů. Předně motivuje strany k poctivému a odpovědnému chování v průběhu kontraktačního procesu. Vědomí možných právních následků odrazuje od nekalých praktik, jako je jednání bez skutečného úmyslu smlouvu uzavřít, zatajování podstatných informací nebo bezdůvodné ukončení jednání v pokročilé fázi kontraktačního procesu.
Díky tomu předsmluvní odpovědnost přispívá k prevenci vzniku škody v předsmluvním stadiu a k férovějšímu průběhu obchodních jednání. Chrání dobrou víru i legitimní očekávání stran, které v důvěře v poctivost protistrany podnikly určité kroky a vynaložily náklady. Bez možnosti kompenzace by tato dobrá víra zůstala právně nechráněná.